# Camps-Saint-Mathurin-Léobazel
Camps-Saint-Mathurin-Léobazel este o comună în departamentul Corrèze din centrul Franței. În 2009 avea o populație de 246 de locuitori.

## Evoluția populației
| An        | 1975 | 1982 | 1990 | 1999 | 2006 | 2009 |
| --------- | ---- | ---- | ---- | ---- | ---- | ---- |
| Populație | 381  | 341  | 293  | 243  | 247  | 246  |